# Музей кикладского искусства
Музей кикладского искусства Николаса П. Гуландриса — музей в Афинах, основанный семьей Гуландрисов, одной из самых состоятельных и знатных семей в Греции, и посвящён изучению и популяризации древней культуры Эгейского моря и Кипра, с особым акцентом на кикладское искусство 3-го тысячелетия до н. э.

## История коллекции и музея
Николас и Долли Гуландрис начали собирать археологические объекты в начале 1960-х годов, после того как получили официальное разрешение от Греческого государства. Их собрание вскоре стало известным среди ученых благодаря изысканным и редким артефактам с Киклад: мраморным фигуркам и керамическим сосудам, исследования которых в 1968 году опубликовал профессор Христос Думас.
Коллекцию Гуландрисов впервые представили в Музее Бенаки в 1978 году. В период между 1979 и 1983 годами коллекция экспонировалась в крупнейших музеях и галереях по всему миру: Национальной галерее Вашингтона в 1979 году, Музей западного искусства в Токио и Киото в 1980 году, в Хьюстонском музее изобразительных искусств в 1981 году, Королевском музее изящных искусств в Брюсселе в 1982, Британском музее в Лондоне в 1983 и Гран-Пале в Париже в 1983 году.
После смерти Николаса Гуландриса в январе 1986 года его жена Долли Гуландрис пожертвовала свою коллекцию в полном объёме Греческому государству для музея. Так, в 1986 году основан современный музей Музей кикладского искусства и размещен в доме супругов Гуландрисов, построенном в 1985 году в центре Афин по проекту греческого архитектора Иоанниса Викеласа. В 1991 возведено новое крыло для растущей коллекции музея. Сейчас также часть собрания музея экспонируется в Усадьбе Стататос в Афинах.
В последние годы экспозиция Музея кикладского искусства выставлялась в Национальном музее-Центре искусств королевы Софии в Мадриде (1999), Капитолийских музеях в Риме (2006) и Художественном музее Пекина (2008).

## Основная экспозиция
Основную экспозицию Музея кикладского искусства представляют 3 отдела:
- Кикладская культура — ранняя бронза сутки (3200 — 2000 годы до н. э.)
- Древнегреческое искусство, начиная с бронзового века до позднего римского времени (второе тысячелетие до н. э. — IV век н. э.)
- Кипрская культура от энеолита до раннего христианского периода (4 тыс. до н. э. — VI век н. э.)